# Triton Point
Der Triton Point ist eine felsige Landspitze an der Ostküste der westantarktischen Alexander-I.-Insel. Sie bildet das östliche Ende des Offset Ridge zwischen dem Venus- und dem Neptun-Gletscher.
Erstmals gesichtet hat die Landspitze der US-amerikanische Polarforscher Lincoln Ellsworth bei einem Überflug am 23. November 1935. Die dabei entstandenen Luftaufnahmen dienten Ellsworths Landsmann, dem Geographen W. L. G. Joerg, für eine grobe Kartierung. Eine oberflächliche Vermessung nahmen Teilnehmer der British Graham Land Expedition (1934–1937) vor, dem sich 1949 detailliertere Vermessungsarbeiten durch den Falkland Islands Dependencies Survey anschlossen. Das UK Antarctic Place-Names Committee benannte sie 1955 in Verbindung mit dem Neptun-Gletscher nach Triton, einem der Monde des Planeten Neptun.